# Třebešice (district de Benešov)
Pour les articles homonymes, voir Třebešice.
Třebešice (en allemand : Trebeschitz) est une commune du district de Benešov, dans la région de Bohême-Centrale, en République tchèque. Sa population s'élevait à 94 habitants en 2020.

## Géographie
Třebešice se trouve à 10 km au nord-ouest de Vlašim, à 11 km à l'est de Benešov et à 44 km au sud-est de Prague.
La commune est limitée par Divišov au nord, par Litichovice à l'est, par Bílkovice au sud-est, par Struhařov au sud-ouest et par Teplýšovice au nord-ouest.

## Histoire
La première mention écrite de la localité date de 1358.